# Wernstedt
Wernstedt este un cartier al orașului Kalbe (Milde) din landul Saxonia-Anhalt, Germania.